# Ludi mornari dolaze u grad
Ludi mornari dolaze u grad je drugi album grupe Daleka obala objavljen 1992. koji sadrži 12 pjesama. Iako je pripremljen još uoči Domovinskog rata, izdan je tek 1992., kada ga je objavljen u izdanju Croatia Records-a.Pjesma "Why" je nastala i snimljena za vrijeme rata u prosincu 1991 god.

## Popis pjesama
1. Brodovi (3.14)
2. Sušac blues (3.54)
3. Od mora do mora (1.37)
4. Ti nisi tu (2.55)
5. Bude me (4.19)
6. U modroj zori (4.27)
7. Ona (2.53)
8. U autobusu (2.59)
9. Poljoprivredno ljubavna (1.48)
10. Tumba (2.07)
11. Why (2.45)
12. Ležimo na travi (2.57)